# Wiktor Brillant
Wiktor Brillant (ur. 1877, zm. 1942) – farmaceuta i radny miejski z Jarosławia.

## Rodzina
Wiktor Brillant był najstarszym synem Henrietty (z domu Rapaport 1846–1918) i Karla Brillanta z Tarnopola. Ożenił się z Laurą (z domu Sturmlauf) w 1904, również farmaceutką (ur. 1877). Mieli czterech synów: Maksymiliana (ur. 1906) inżyniera elektryka, który wyemigrował do Palestyny w 1934, Juna-Yana (ur. 1914), który służył w Armii Andersa i wyjechał do Palestyny w 1942, Edmonda Wilhelma (ur. 1916), który również w 1936 r. wyemigrował do Palestyny i Karola Ludwika (ur. 1905), również farmaceuty. Mieszkali przy ulicy 3 Maja w Jarosławiu. 
Wiktor Brillant był kuzynem pierwszego stopnia dr Adolfa Sternschussa.

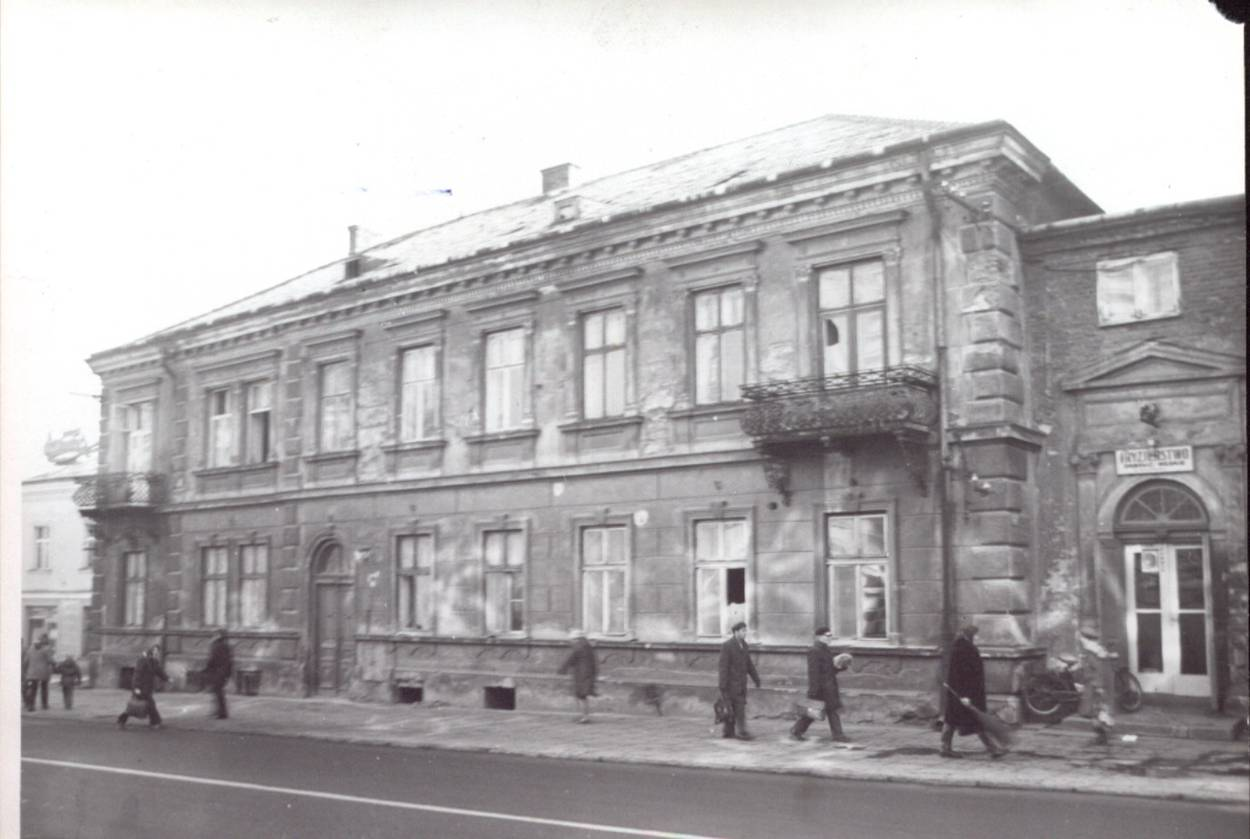
Dom rodzinny Brillanta przy ulicy 3 maja w Jarosławiu

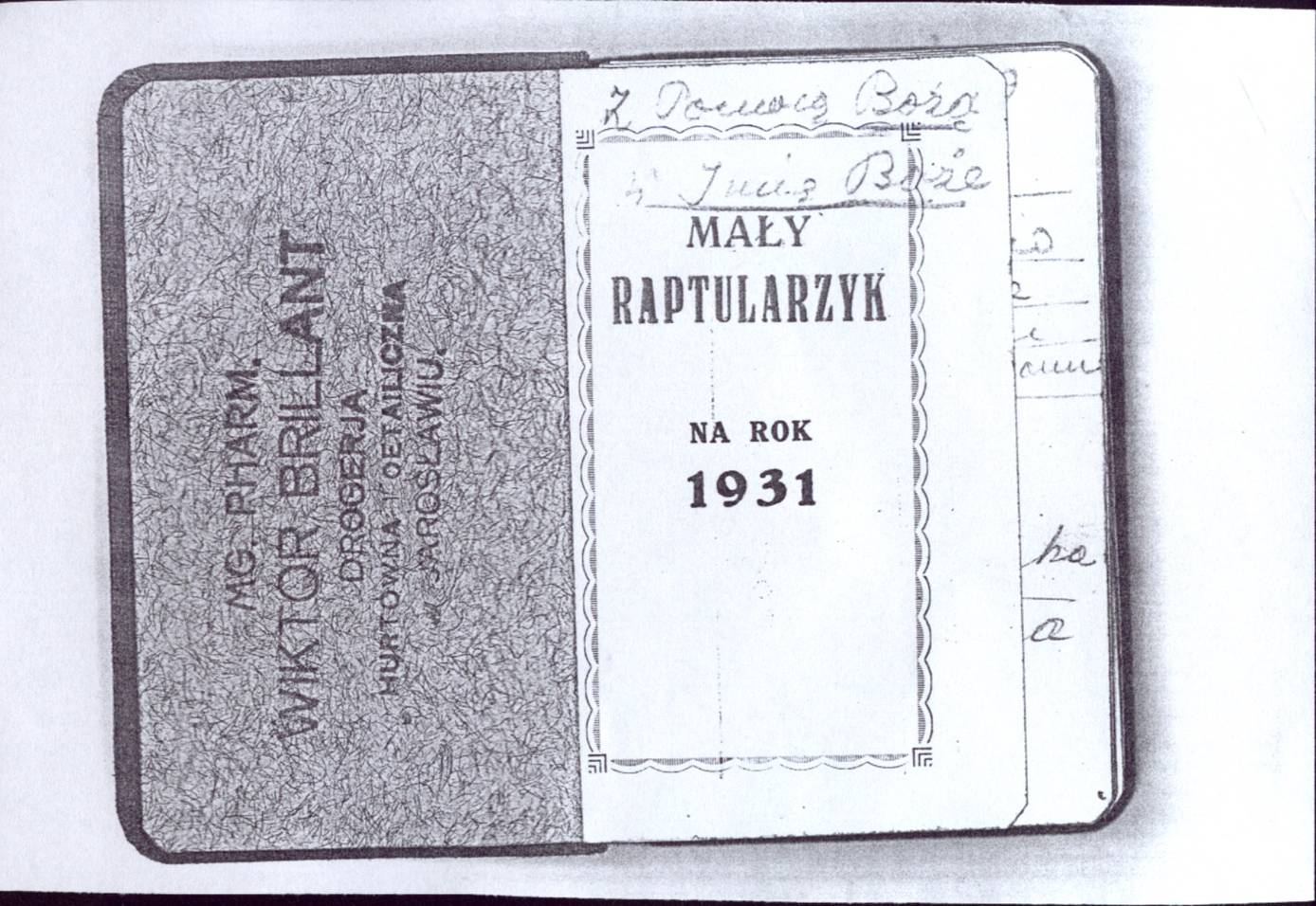
Moduł z pieczęcią apteki w Jarosławiu i jego stopień naukowy

## Kariera zawodowa
Brillant ukończył studia farmaceutyczne. W 1928 otworzył aptekę na ulicy Grunwaldzkiej 16 w Jarosławiu, o nazwie „Pod Czarnym Psem”. W 1908 zdobył złoty medal na wystawie w Berlinie, a także zajął trzecie miejsce (brązowy medal) na wystawie przemysłowej i rolniczej w Jarosławiu. W latach 1930–1939 był radnym miejskim.

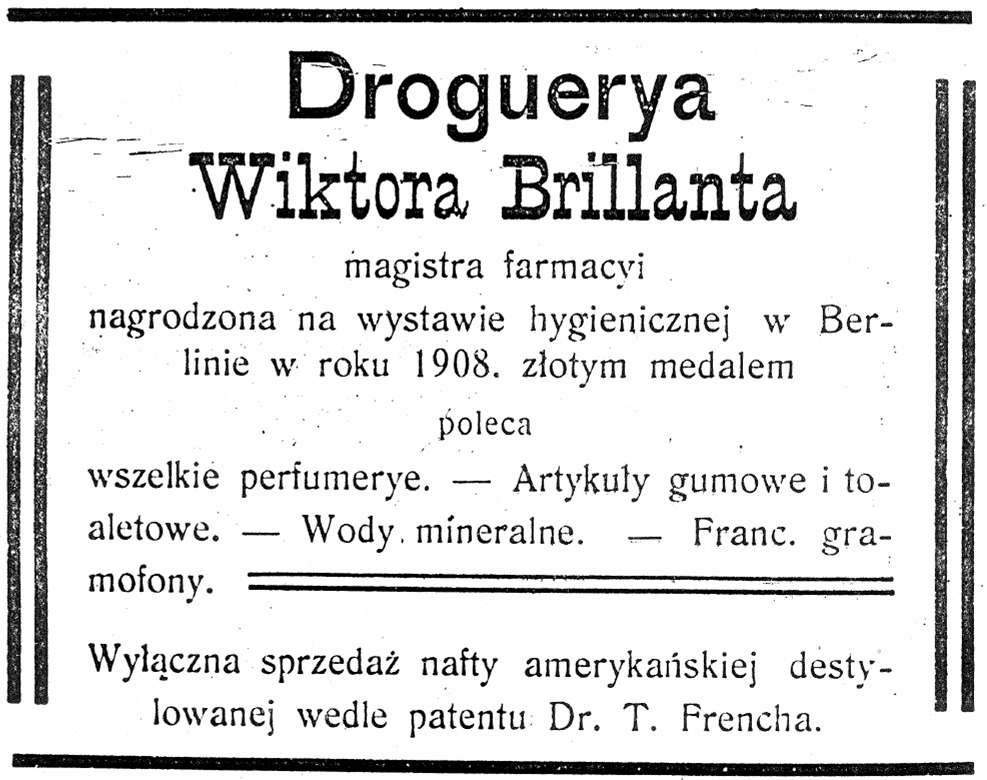
Reklama apteki Wiktora Brillanta w Jarosławiu

## II wojna światowa
Podczas II wojny światowej Brillant, jako znany Żyd, wykorzystywany był przez hitlerowców jako zakładnik – występował jako pierwszy na liście zakładników.
Brillant został ograbiony przez nazistów i deportowany wraz z żoną Laurą i dwoma synami Karolem i Junem za rzekę San na stronę sowiecką. Przenieśli się do Tarnopola, gdzie mieszkała siostra Laury – Bronisława Hefter. W Tarnopolu Brillant otworzył aptekę. W 1942 został zabity wraz z żoną przez hitlerowców po deportacji do Złoczowa.

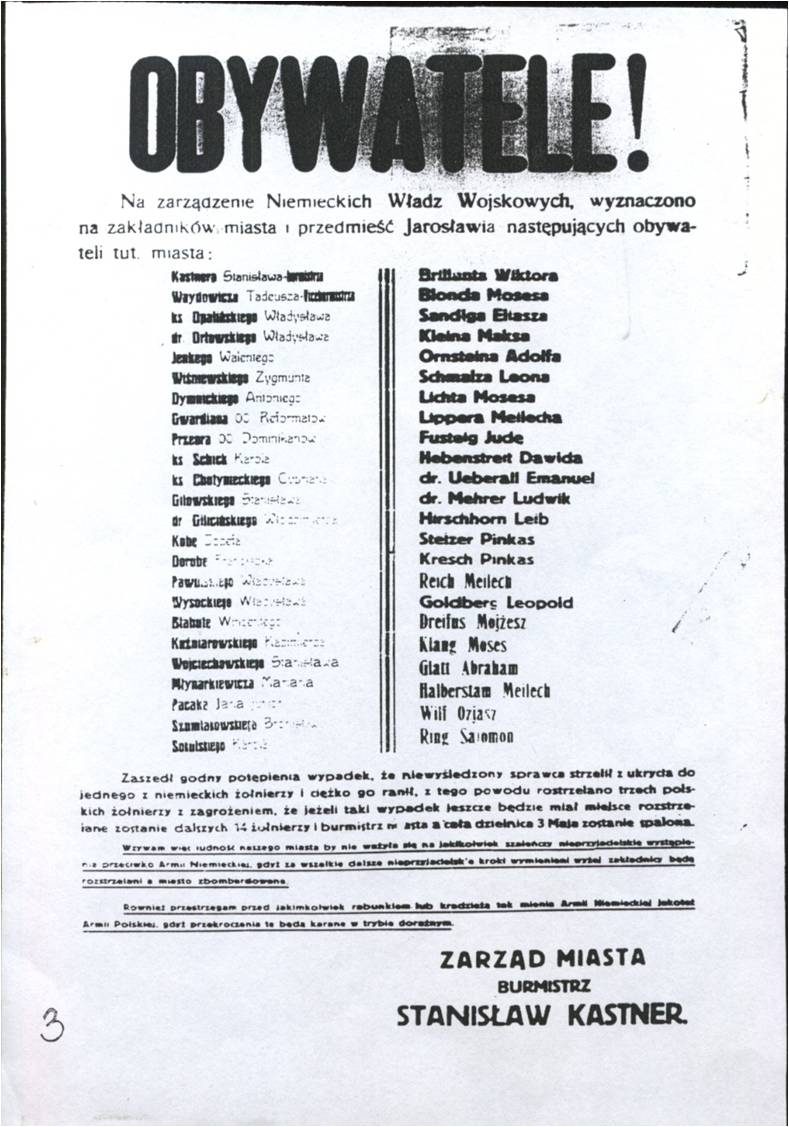
Lista zakładników miasta

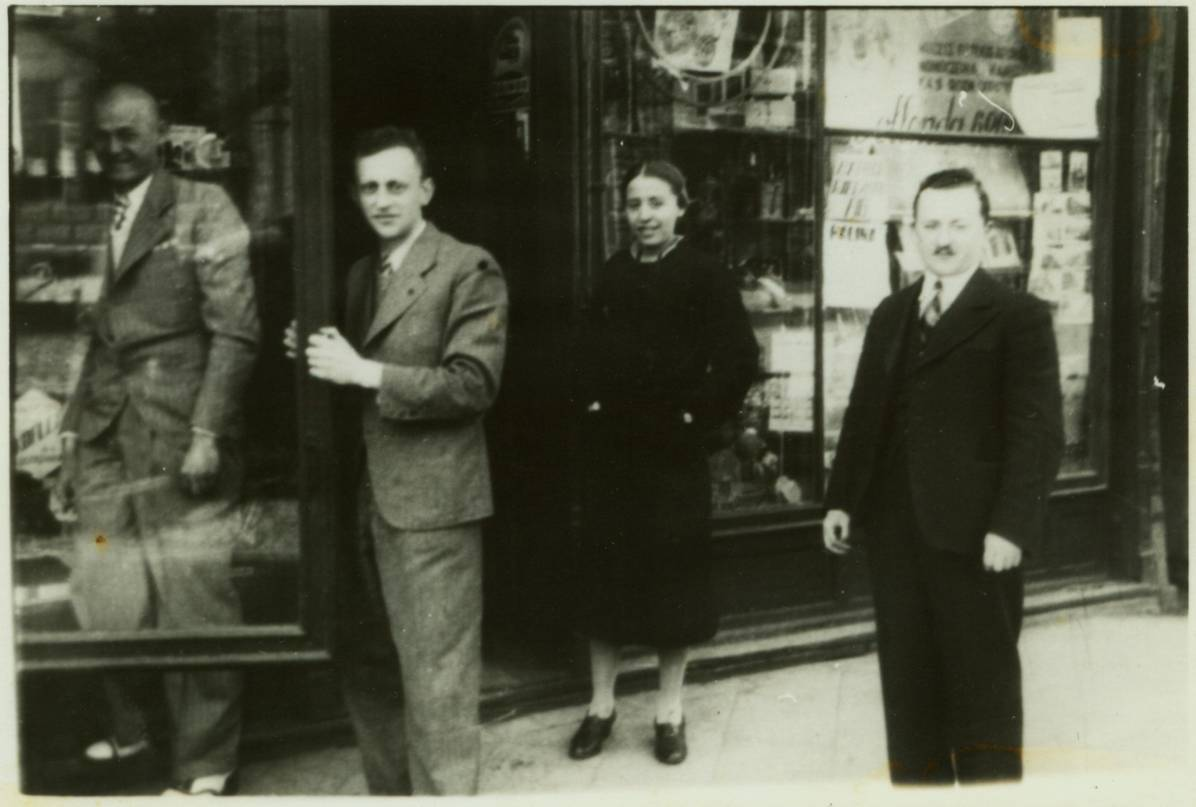
Synowie Wiktora Brillanta przed wejściem do apteki